# Земо-Авчальская ГЭС
Земо-Авчальская ГЭС (ЗАГЭС, имени В. И. Ленина) (груз. - ზემო ავჭალის ჰესი, ზაჰესი) — гидроэлектростанция на реке Кура в Грузии, вблизи города Мцхета. Входит в состав Куринского каскада ГЭС, являясь его второй ступенью. Старейшая гидроэлектростанция Грузии.

## Конструкция станции
Конструктивно Земо-Авчальская ГЭС представляет собой низконапорную плотинно-деривационную гидроэлектростанцию с безнапорной подводящей деривацией в виде канала. Установленная мощность электростанции — 42,8 МВт, проектная среднегодовая выработка электроэнергии — 203 млн кВт·ч.
Сооружения гидроэлектростанции включают в себя:
- Главную бетонную водосливную плотину высотой 24 м с пятью водосливными отверстиями шириной по 13 м: расположенного слева холостого водослива для пропуска плавающих предметов и льда, трёх основных водосливных пролётов, и расположенного справа сифонного водосброса. Максимальная пропускная способность сооружений Земо-Авчальской ГЭС, с учётом пропуска воды через гидроагрегаты, составляет 2490 м³/с. С правой стороны плотины размещён рыбоход, который оказался неэффективным и был выведен из эксплуатации.
- Малую бетонную плотину с двумя донными отверстиями шириной по 7,5 м (для пропуска строительных расходов и частично для промывки порога водоприёмника и наносов из водохранилища), расположенную слева от главной плотины;
- Водоприёмник с двухпролётным промывным шлюзом, расположенного на левом берегу реки. Водоприёмник имеет четыре пролёта шириной по 5,76 м, оборудованных затворами и сороудерживающими решётками;
- Деривационный канал длиной 3 км, откосы и дно которого облицованы бетоном, пропускной способностью 235 м³/с. Под каналом расположены две ливнеотводящие трубы, а сверху его пересекает автодорожный мост;
- Напорный бассейн, представляющего собой водоприёмник с восемью водозаборными отверстиями;
- Восемь железобетонных турбинных водоводов, из которых четыре (для гидроагрегатов первой очереди) имеют диаметр 3,7 м, а другие четыре (для гидроагрегатов второй очереди — по два на гидроагрегат) имеют диаметр 4,5 м;
- Здание ГЭС.

В здании ГЭС установлены шесть вертикальных гидроагрегатов. Четыре гидроагрегата первой очереди мощностью по 3,2 МВт оборудованы радиально-осевыми турбинами, два гидроагрегата второй очереди мощностью по 15 МВт оборудованы поворотно-лопастными турбинами. Турбины ГЭС работают при расчётном напоре 21,3 м. Изначально, после пуска второй очереди, ГЭС имела мощность 36,8 МВт, однако в 1984 и 1987 годах две ранее установленных турбины мощностью 12 МВт были заменены на новые, более мощные. Гидроагрегаты первой очереди выдают электроэнергию на напряжении 6,3 кВ на четыре трёхфазных силовых трансформатора мощностью по 5,6 МВА и далее через открытое распределительное устройство напряжением 35 кВ — в энергосистему. Гидроагрегаты второй очереди выдают электроэнергию через две группы однофазных трансформаторов и открытые распределительные устройства напряжением 35 кВ и 110 кВ.
Подпорные сооружения гидроэлектростанции образуют небольшое водохранилище полезным объёмом 0,8 млн м³, позволяющее осуществлять суточное регулирование стока. Отметка нормального подпорного уровня водохранилища составляет 47 м, уровня мёртвого объёма — 45 м.
При ГЭС существует специально созданный для его эксплуатации посёлок городского типа Загэс.

## История создания

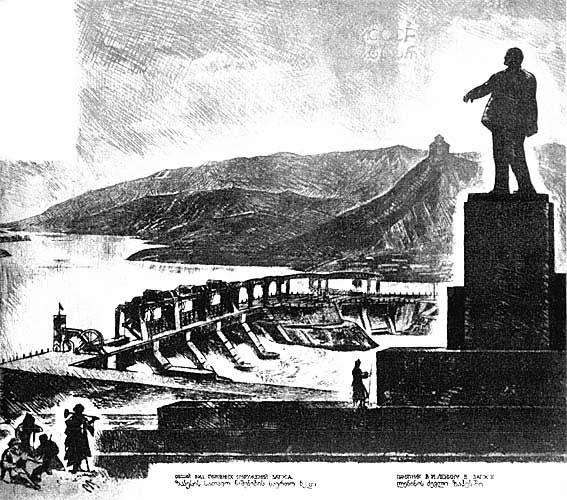
Игнатий Нивинский. Памятник В. И. Ленину на Земо-Авчальской гидроэлектростанции. Офорт. 1927 г.

Первые проекты строительства гидроэлектростанций на Куре были созданы в 1904—1905 годах немецким инженером И. Метцем по заказу городских властей Тбилиси. В 1910—1912 годах ряд фирм из Бельгии, Франции, Великобритании и других стран пытались получить концессии на строительство гидроэлектростанций на реке для энергоснабжения Тбилиси, но по ряду причин политического и экономического характера эти планы не были реализованы. К 1921 году вопрос обеспечения города электроэнергией встал особенно остро, поскольку имеющиеся небольшие тепловые электростанции достигли высокой степени износа, их мощность упала втрое — с 9500 л. с. до 3000 л. с. Значительно возросли удельные затраты топлива на выработку электроэнергии. В начале 1922 года инженером И. Н. Мелик — Пашаевым был разработан эскизный проект строительства Земо-Авчальской ГЭС, который был одобрен специальной комиссией, созданной исполкомом Тбилисского городского Совета. В ходе дальнейшей разработки проект был значительно изменён, в частности мощность станции возросла в пять раз. 23 мая 1922 года строительство Земо-Авчальской ГЭС было одобрено Тифлисским Советом рабочих и красноармейских депутатов, а 28 сентября 1922 года — санкционировано Госпланом РСФСР. 16 января 1923 года Совет Труда и Обороны признал Земо-Авчальскую ГЭС строительством общегосударственной важности и обязал Наркомфин выделить необходимые средства. Для организации строительств гидроэлектростанции был создан специальный правительственный комитет по сооружению Земо-Авчальской гидроэлектростанции — КОМЗАГЭС, в состав которого вошли руководители Грузинской ССР.

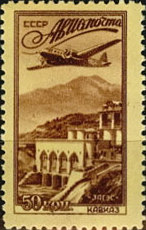
Почтовая марка, 1949 год. Серия: Воздушные линии аэрофлота СССР на которой изображена Земо-Авчальская ГЭС

Детальное проектирование Земо-Авчальской ГЭС было выполнено в техническом, электромеханическом и механическом отделах КОМЗАГЭС. В проектно-изыскательских работах участвовали профессора А. Н. Кальгин, М. С. Мачавариани, архитектор К. А. Леонтьев. В качестве консультантов привлекались иностранные специалисты — немецкий профессор Адольф Людин и инженеры фирмы Siemens. Особое внимание было уделено сооружению плотины — всего было рассмотрено более 20 вариантов, гидравлические испытания моделей сооружения проводились в лаборатории Шарлотенбурга и в специально созданной лаборатории на строительной площадке станции. Проектирование второй очереди Земо-Авчальской ГЭС велось в 1930—1938 годах Закавказским отделением Всесоюзной проектной организации Гидроэлектропроект, оно включало в себя проектные работы по незаконченной правой части напорного бассейна, двум железобетонным турбинным водоводам, монтажу двух гидроагрегатов.
Строительство Земо-Авчальской ГЭС началось 10 сентября 1922 года с масштабного субботника, организованного под руководством С. О. Орджоникидзе. Интенсивные строительные работы были развёрнуты с мая 1923 года. Станцию сооружали без предварительного проекта организации работ, на основании составленных на месте эскизов. С целью обеспечения строительства к стройплощадке от Закавказской магистрали были подведены железнодорожные пути, вдоль стройплощадки проложена узкоколейная железная дорога длиной 20 км, сооружены посёлки для 3500 рабочих, две насосные станции на Арагве и Куре, две временные дизельные электростанции. Большая часть строительных работ выполнялась вручную, но использовались и некоторые средства механизации — на возведении плотины работали два канатных крана, два деррик-крана и два движущихся поворотных крана, на строительстве деривационного канала применялись экскаватор системы «Марион» и два паровых экскаватора, электролебедки и другое подъемное оборудование. Пуск первого гидроагрегата Земо-Авчальской ГЭС состоялся 3 апреля 1927 года, все четыре гидроагрегата первой очереди общей мощностью 12,8 МВт были введены в эксплуатацию 26 июня 1927 года, строительство первой очереди станции было завершено в 1928 году. В 1930—1938 годах была построена вторая очередь, включающая ещё два гидроагрегата общей мощностью 25 МВт (2×12,5 МВт).
В ходе строительства Земо-Авчальской ГЭС было произведено 1100 тыс. м³ выемки и 213 тыс. м³ насыпи мягкого грунта, 387 тыс. м³ выемки скального грунта, 573 тыс. м³ каменной наброски, уложено 145 тыс. м³ бетона и железобетона. Общая стоимость работ по строительству станции (суммарно обеих очередей) составила 32,9 млн рублей в ценах 1938 года. При строительстве станции использовалось оборудование как импортного, так и советского производства. Три радиально-осевые турбины первой очереди станции были изготовлены немецкой фирмой Фриц-Неймайер, четвёртая — Ленинградским металлическим заводом. Одна поворотно-лопастная турбина второй очереди была поставлена шведской фирмой «Кристиненгамн», вторая — Ленинградским металлическим заводом. Гидрогенераторы, силовые трансформаторы и другое оборудование были изготовлены советскими заводами.
При создании водохранилища станции в 1926 году был затоплен Мцхетский мост, существовавший с античных времен.
На территории Земо-Авчальской ГЭС в 1927 году был установлен один из первых и самых грандиозных памятников В. И. Ленину в СССР (высота — 17 м). Автор статуи — скульптор И. Д. Шадр, автор архитектурной части памятника — С. Е. Чернышев. В 1991 году памятник был демонтирован.

## Эксплуатация
В 1937 году был арестован, а затем — расстрелян главный инженер станции Николай Агниашвили
Станция сыграла значительную роль в электрификации Грузии. В 1947 году награждена орденом Трудового Красного Знамени.
В 2007 году Земо-Авчальская ГЭС была продана правительством Грузии с аукциона за $41 млн грузинской компании GeoInCor. Оборудование ГЭС устарело, нуждается в замене и реконструкции.